# Geoffroy de Mayenne
Geoffroy de Mayenne también Godofredo de Maine, Latín: Gaufridus, Haimonis filiusc, 1000-1059) fue un noble francés, vizconde de Mayenne y custodio de Maine y Anjou. Hijo de Hamon de Mayenne (c. 980-1014). Existe una controversia en la figura de Geoffroy y los acontecimentos históricos de Normandía, pues se confuden diversos personajes con el mismo nombre. Hamon y Geoffroy se consideran los primeros referentes de la familia de Juhel, y tras la concesión de Fulco Nerra a Hammon, también los primeros señores de Mayenne.
Tras la muerte de Godofredo Martel, Geoffroy de Mayenne dirigió la rebeldía de la mayoría de nobles de Maine contra el duque de Normandía, Guillermo el Bastardo y solicitan la ayuda de Gautier III de Vexin, para liderarlos. Guillermo de Normandía se propuso entonces conquistar Maine, utilizando tácticas de tierra quemada y derribando los castillos de sus oponentes uno por uno. También sitió el castillo de Mayenne, donde se había refugiado Geoffroy y un incendio le obligó a rendirse en el año 1063. En 1094 también se unió de la liga de Guillermo II de Sillé y una élite de señores de Le Mans, contra Roberto II de Bellême en favor de Giroie de Échauffour o Raúl de Gacé.

## Herencia
Se casó con Mathilde d'Alluyes (c. 1032-1079), hija y heredera de Gautier d'Alluyes, viuda de Guillaume I Gouet. Esta alianza fue impuesta por necesidad, se trataba de tener un defensor fuerte contra la expansión de los normandos y de Rotrou III de Perche.
De su relación con Gervaise de Château-Gontier, nacen tres hijos:
- Gauthier de Mayenne (c. 1025);
- Hugues de Mayenne (c. 1040);
- Geoffroy II de Mayenne, señor de Mayenne, conde de Maine.[2]